# Кан (печь)
Кан (кит. трад. 炕, пиньинь kàng; маньчжурский:  nahan),   — традиционная система отопления в крестьянских домах северного Китая и Кореи. Типичный кан представлял собой широкую кирпичную или глиняную лежанку, внутри которой по специально проведенным каналам проходил горячий воздух от печи одновременно являясь дымоходом. Печь, находившаяся у одного из концов лежанки, служила также и для приготовления пищи.
Сверху кан накрывался бамбуковыми или соломенными циновками. Иногда имел вид деревянных нар внутри которых проходили глинобитные трубы, через которые дым из очага поступал к высокой трубе (3-3.5 м в высоту, по свидетельству Генри Джеймса), стоящей рядом с жилищем.
Устройство кан являлась отличительной чертой сельских домов-фанз, сооружаемых в Маньчжурии. Были они и непременной принадлежностью постоялых дворов. Ночью на кане расстилали постель и спали; днем ели, играли в карты, и т. д. Во время еды на кан ставили небольшой столик (около 30 см высотой), вокруг которого семья садилась обедать или ужинать. Иностранные путешественники восхищались экономичностью системы: совсем небольшого количества топлива было достаточно, чтобы прогреть кан до комфортной температуры, которую он сохранял всю ночь.
Сходная система, именуемая ондоль, использовалась и в корейских домах. Однако в отличие от типичного китайского кана, где обогревалась лишь часть комнаты (лежанка, занимавшая иногда до 50 % площади комнаты), ондоль обогревал весь пол; по мнению некоторых путешественников, это в какой-то мере было «усовершенствованием» китайской системы. Впрочем, известны примеры кана, обогревавшего весь пол помещения, и в Китае; там такая система была известна как «дикан» (地炕), то есть «пол-кан». Исторические хроники династии Северная Вэй упоминают обогреваемый пол в зале для лекций в храме Гуньцзи (близ современного г. Таншань) на котором могли сидеть до тысячи монахов.
У корё-сарам система дымовых проходов с обогревом пола известна под названием "кудури". А нанайцы называют "накан".
Система отопления, именуемая каном, родилась в Маньчжурии давно, но введена в широкое употребление чжурчжэнями. Кан — приспособление, свойственное оседлым обитателям. В «Хань шу» рассказывается: «Копают в земле ровик и пускают отопительный огонь». Это устройство уже приближается к кану. В «Тан шу» в разделе „О Гаоли“ говорится: «Простолюдины в середине зимы делают широкие нары, отапливаемые для теплоты». Существуют П-образные и Г-образные каны. П-образный кан состоит из двух параллельных дымоходов, которые сходятся в трубе-дымоходе у стены жилища. 